# エキスポトレインわしゅう

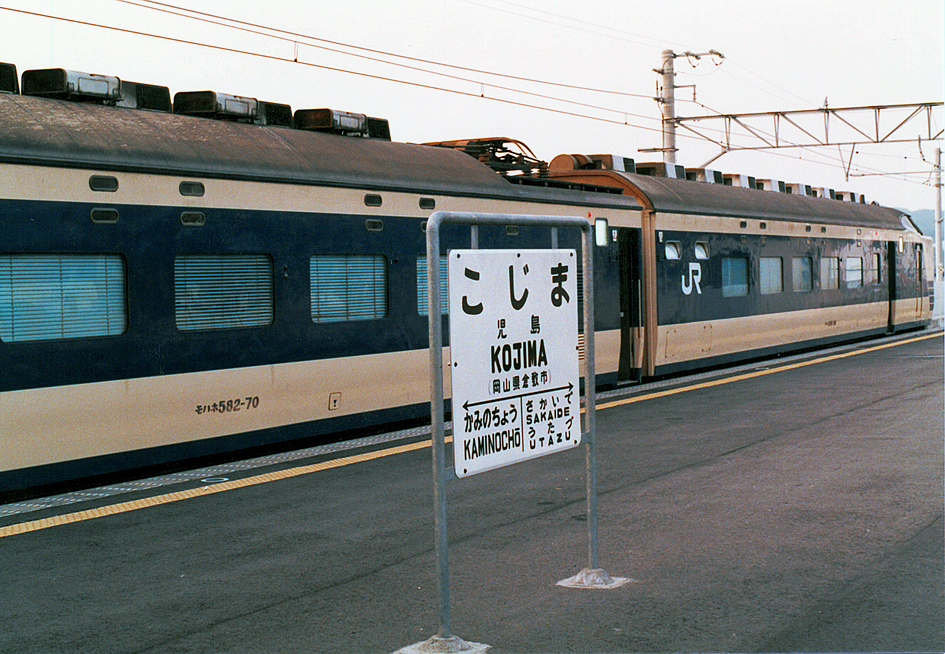
児島駅に停車中の「エキスポトレインわしゅう」（1988年8月4日）

エキスポトレインわしゅうとは、かつて西日本旅客鉄道（JR西日本）が岡山駅 - 児島駅間を宇野線・本四備讃線（瀬戸大橋線）経由で運行していた臨時寝台列車である。

## 概要
1988年に岡山県倉敷市児島で開催された、瀬戸大橋博'88・岡山への、来場者に対するアクセス・宿泊施設提供の目的で、博覧会開催期中で夏休み期間の繁忙期の臨時列車として、1988年の夏に運転された。

## 運行概況
岡山駅を22時8分に出発、途中茶屋町駅に停車、児島駅に22時36分に到着し、翌日0時30分にドアを施錠してそのまま停車し、5時頃ドアを開けて7時7分に児島駅を発車して茶屋町駅に停車し、岡山駅に7時41分に戻るダイヤになっていた。
一夜を明かす寝台列車ではあったが、列車を利用した宿泊施設を提供する「列車ホテル」として岡山周辺の宿泊施設不足を補う性格も持っていた。
運転日は出発日基準で1988年7月15・16・19・20・26・27日、8月2・3日の8日間であった。

## 使用車両
使用車両は583系寝台電車8両編成で、うち1両はA寝台、B寝台が6両でうち1両は女性専用車両であった。1両はグリーン車で談話室として使用された。
なお乗車には、寝台券（A寝台が5,500円、B寝台が3,000円、大人・小人同額）と実際に乗車する区間に有効の乗車券（岡山・茶屋町から児島まで片道か往復）を購入しなければならなかった。
車内販売はなかったが、児島駅では、停車中のホームで夜24時頃までジュースなどの販売、朝は6時頃から朝食・ジュースなどの販売があった。